# Большое Колычёво
Большое Колычёво — село в городском округе Коломна Московской области России.

## История
История села восходит к I тысячелетию н. э.: в районе современных сёл Большое и Малое Колычёво располагались неукреплённые поселения этого периода — селища. В 1936 году «у нижнего конца села на склоне к Сухому ручью» советским археологом М. В. Талицким было открыто селище Колычёво III, отнесённое им к позднедьяковской культуре III—VII веков. Однако, по мнению А. С. Сыроватко, абсолютное большинство позднедьяковских поселений, открытых в довоенное время, на самом деле являются древнерусскими поселениями конца I или рубежа I—II тысячелетий н. э. Таким образом, датировка селища, площадка которого в настоящее время застроена, растянута на восемь веков.
Село Колычёво (в древности Колычёвское) до 1406 года принадлежало Фёдору Ивановичу Колычу, возможно одного из основателей рода бояр Колычёвых. Впоследствии село было продано великому князю Василию Дмитриевичу, сыну Дмитрия Донского, который в свою очередь завещал село свой жене Софье Витовтовне.
Во времена противостояния Ивана IV и крымского хана под селом размещался большой полк.
С 2005 по 2017 год село входило в Акатьевское сельское поселение Коломенского района.

## Население
| 2002 | 2006 | 2010 | 2021 |
| ---- | ---- | ---- | ---- |
| 201  | ↗203 | ↘173 | ↘121 |

## Достопримечательности

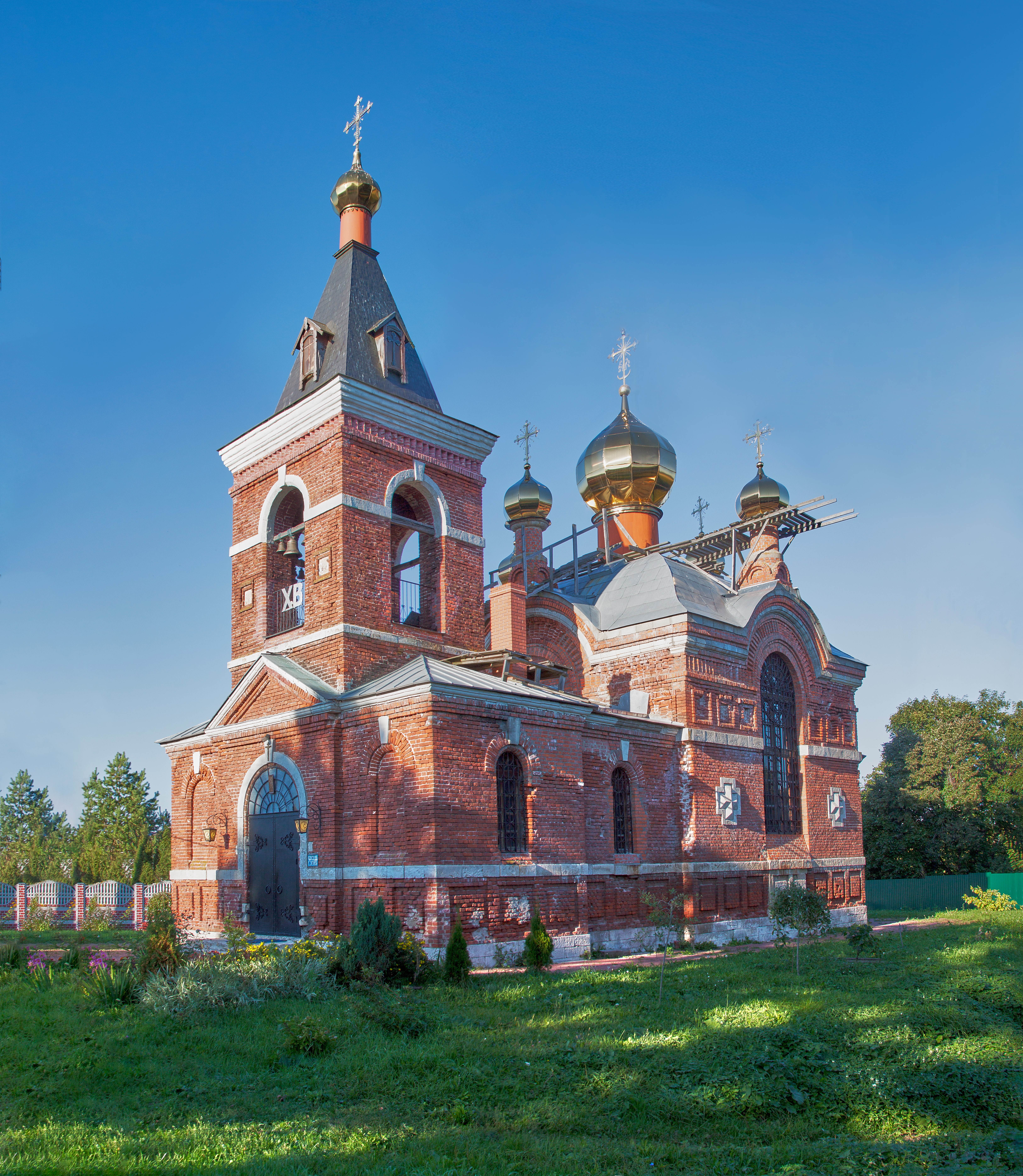
Церковь Феодора Стратилата в Большом Колычёво

Между сёлами Протопопово (сейчас входит в черту города Коломна) и Колычёво расположено Девичье поле, на котором 25 августа 1380 года великий князь Московский Дмитрий Донской устроил смотр русских полков перед выступлением на Куликово поле.
19 ноября 1993 года Девичье поле зарегистрировано как памятник истории. Именем Девичье поле названа одна из улиц города Коломна.

## Предприятия
- Колычёвская школа-интернат для детей сирот и детей, оставшихся без попечения родителей
- Коломенская пивоварня

## Религия
Деревянная церковь в селе видимо была построена ещё Фёдором Колычом, потому что уже в завещании князя Василия Дмитриевича Колычёво записано селом.
Церковь Феодора Стратилата в Колычёве (1906—1910, архитекторы И. П. Злобин, И. Д. Боголепов).

## Люди, связанные с селом
- Феодор Иванович Колыч
- Василий Дмитриевич — сын Дмитрия Донского
- Софья Витовтовна — жена Василия Дмитриевича.